# Foobar2000
foobar2000 — програвач, розроблений Пітером Павловські, вільним розробником компанії Nullsoft, а також автором іншого програвача — Winamp. Має мінімалістичний інтерфейс і містить у собі безліч функцій для підтримки метаданих і високоякісного відтворення аудіо. Теоретичний максимум частоти дискретизації — 96 кГц, амплітудної розрядності — 32 біт. Для якіснішого відтворення аудіо здійснює нойзшейпінг та дизерінг. Існують як офіційні компоненти, так і компоненти третіх сторін з великою кількістю додаткових функцій.

## Формати аудіо, які підтримує foobar2000
Власна підтримка:
- MP1, MP2, MP3, MP4, Musepack, AAC, Ogg Vorbis, FLAC/Ogg FLAC, Speex, WavPack, WAV, AIFF, AU, SND, CDDA, WMA, Opus.

Підтримка через плагіни:
- TTA, Monkey's Audio, ALAC, Mod, SPC, TFMX, Shorten, OptimFROG, LPAC, AC3, PSF, NSF, XID, XA, Matroska і т. д.

Крім того, foobar2000 безпосередньо відтворює музику з файлів, стиснених в архіви RAR, ZIP, 7Z без необхідності розархівації (хоча насправді, плеєр все ж таки витягає файли у тимчасове місце для зберігання на диску чи в оперативну пам'ять, просто робить це самостійно). Також інтегрована підтримка WavPack дозволяє без безпосередньої екстракції прослуховувати WavPack-файли розташовані в ISO-контейнері.
foobar2000 розроблений винятково під платформу Windows, проте його можна запустити на x86_32, x86_64 та ppc Linux/BSD за допомогою Wine. Вихідний код ядра є пропрієтарним і не поширюється вільно. Проте SDK для розробки плагінів публікується під ліцензією BSD.

## Можливості
- Повноцінна підтримка Юнікоду;
- Gapless відтворення;
- легке налаштування інтерфейсу користувача, шляхом редагування макетів;
- розширена підтримка мета-тегів;
- конвертор форматів;
- отримання та конвертування даних з AudioCD та підтримка freedb;
- повна підтримка ReplayGain;
- розширена підтримка як глобальних, так і локальних «гарячих клавіш»;
- відкритість архітектури та наявність SDK.

## Недоліки
До недоліків аудіо-програвача можна віднести часткову підтримку мета-тегу зображень обкладинки альбому («каверу»), foobar2000 може тільки відображати зміст цього мета-тегу, не підтримуючи при цьому можливість створення і редагування «каверів».
Крім цього, підтримка режиму Kernel Streaming до сих пір знаходиться на етапі розробки та тестування, а наявна реалізація має певні недоліки.
Відсутність рідної підтримки DTS-CD, реалізація якої сторонніми компонентами не найкраща.